# Gorilla Glass
Gorilla Glass, fabricat de Corning, este un strat de sticlă aluminosilicat de tip alcaliu, conceput special pentru a fi subțire, ușor și rezistent la avarieri. Principala sa folosință este reprezentată de dispozitivele electronice portabile cu ecran, cum ar fi telefoanele, media playerele portabile și afișajele pentru laptopuri. Proprietățile cele mai utile ale stratutului Gorilla Glass sunt puterea, rezistența la zgârieturi și delicatețea. Potrivit sondajelor anului 2010, acest strat a fost folosit în aproximativ 20% dintre dispozitivele mobile, dintr-un total de 200 de milioane de dispozitive mobile la nivel mondial.